# Sint-Corneliuskerk (Soumagne)

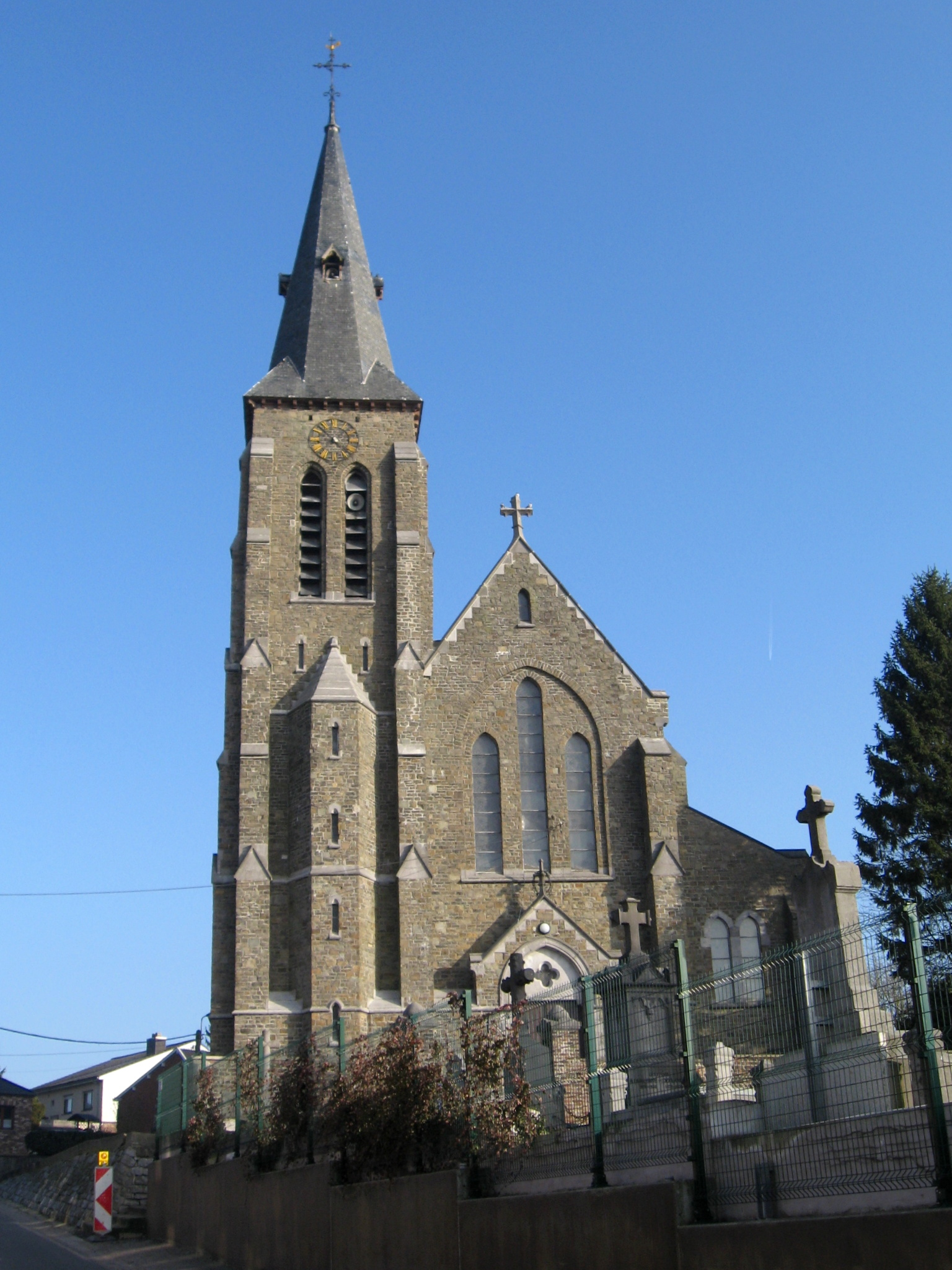
Sint-Corneliuskerk

De Sint-Corneliuskerk (Frans: Église Saint-Corneille) is een parochiekerk, gelegen in de Belgische plaats Soumagne, en wel in de buurtschap Fécher, aan de Rue des Combattants.
De huidige kerk is van 1914-1920. Het is een neogotische kruisbasiliek met aangebouwde toren, uitgevoerd in zandsteenblokken en kalksteen. Het interieur is neogotisch, deels van 1920 en deels uit het vierde kwart van de 19e eeuw stammend.